# Novidade
No âmbito do direito autoral, novidade de patentes é um requisito para a existência de um invento, e esse, por sua vez, necessário para a concessão do direito exclusivo - ou patente.
Para outros sistemas de proteção de tecnologia, como - por exemplo - o sistema de registro de cultivares, 

## Estado da técnica
A novidade é o fato de a solução técnica em questão ainda não ter sido incluída no estado da técnica, também chamado de estado da arte. O Estado da Técnica é o conjunto de informações tecnológicas que se acham disponíveis para conhecimento público. Em outras palavras, são todas as tecnologias conhecidas pelo homem, em condições de  serem utilizadas para resolver problemas técnicos específicos. 
Algumas dessas tecnologias podem estar livres para uso, além de também estarem livres para o conhecimento público. Essas tecnologias, livres  para conhecimento e para uso econômico, integram o domínio público. Outras tecnologias conhecidas, porém, não podem ser utilizadas sem permissão do titular das respectivas patentes, ou outros direitos similares. 
A solução técnica ainda não conhecida é nova. Caso o criador dessa solução resolva solicitar patente, poderá consegui-la, se satisfeitos os demais requisitos de atividade inventiva e utilidade industrial. Mas o criador pode optar por lançar a tecnologia no domínio público, como ocorreu com Sir Alexander Fleming ao descobrir a penicilina.

## Tipos de novidade
A novidade pode ser:
a) cogniscitiva, se diz respeito ao conhecimento público da solução técnica.
b) econômica, se diz respeito à acessibilidade da solução técnica num mercado; por exemplo, uma variedade de planta ainda não vendida no mercado brasileiro, é nova nesse contexto
c) relativa: diz-se da novidade como apurada num certo contexto, por exemplo, nas publicações de documentos de patentes, sem se levar em conta as utilizações de mercado não patenteadas, ou em certos países, ou entre certas datas.
d) absoluta: é aquela a ser apurada em todos os meios de divulgação, em todos os países, em todas as datas.
e) Genérica: Genericamente, novidade pode ser qualquer coisa que não faça parte da rotina e do ambiente em que vivem os indivíduos.

## Novidade de um só documento
Na técnica de exame de patentes, só haverá perda de novidade se a solução técnica em questão estiver expressa por inteiro num só documento, numa só utilização pública, etc, ou em um conjunto de fontes que se referem mutuamente de maneira uma pessoa, por tais referências, pudesse apreender naturalmente a totalidade da tecnologia pertinente.
Se, para se encontrar a solução descrita no pedido de patente, é preciso associar várias fontes que não se referem entre si naturalmente, a solução é nova. Cabe, então, apurar se ela tem atividade inventiva. 

## Sistema Brasileiro de patentes
Para o sistema brasileiro de patentes, a novidade a ser apurada para conceder ou negar o direito exclusivo é a cogniscitiva e absoluta.